# Asyngria nigripuncta
Asyngria nigripuncta är en fjärilsart som beskrevs av Paul Dognin 1902. Asyngria nigripuncta ingår i släktet Asyngria och familjen Uraniidae. Inga underarter finns listade i Catalogue of Life.